# Mateusz Zuchora
Mateusz Zuchora (10 de agosto de 1992) es un deportista polaco que compite en piragüismo en la modalidad de maratón.
Ganó seis medallas en el Campeonato Mundial de Piragüismo en Maratón entre los años 2019 y 2024, y nueve medallas en el Campeonato Europeo de Piragüismo en Maratón entre los años 2014 y 2025.

## Palmarés internacional
| \| Campeonato Mundial \| Campeonato Mundial \| Campeonato Mundial \| Campeonato Mundial \| \| Año \| Lugar \| Medalla \| Competición \| \| ------------------ \| ------------------------ \| ------------------ \| ------------------ \| \| 2019 \| Shaoxing (China) \| Medalla de plata \| C2 \| \| 2021 \| Pitești (Rumania) \| Medalla de plata \| C2 \| \| 2022 \| Ponte de Lima (Portugal) \| Medalla de bronce \| C2 \| \| 2023 \| Vejen (Dinamarca) \| Medalla de plata \| C1 (DC) \| \| 2023 \| Vejen (Dinamarca) \| Medalla de bronce \| C2 \| \| 2024 \| Metković (Croacia) \| Medalla de oro \| C2 \| \| Campeonato Europeo \| \| \| \| \| Año \| Lugar \| Medalla \| Competición \| \| 2014 \| Piešťany (Eslovaquia) \| Medalla de bronce \| C2 \| \| 2018 \| Metković (Croacia) \| Medalla de plata \| C2 \| \| 2019 \| Decize (Francia) \| Medalla de oro \| C2 \| \| 2021 \| Moscú (Rusia) \| Medalla de bronce \| C2 \| \| 2022 \| Silkeborg (Dinamarca) \| Medalla de plata \| C2 \| \| 2023 \| Slavonski Brod (Croacia) \| Medalla de oro \| C2 \| \| 2023 \| Slavonski Brod (Croacia) \| Medalla de plata \| C1 (DC) \| \| 2024 \| Poznań (Polonia) \| Medalla de oro \| C2 \| \| 2025 \| Ponte de Lima (Portugal) \| Medalla de plata \| C1 (DC) \| |                          |                   |             |
| Campeonato Mundial |                          |                   |             |
| Año | Lugar                    | Medalla           | Competición |
| 2019 | Shaoxing (China)         | Medalla de plata  | C2          |
| 2021 | Pitești (Rumania)        | Medalla de plata  | C2          |
| 2022 | Ponte de Lima (Portugal) | Medalla de bronce | C2          |
| 2023 | Vejen (Dinamarca)        | Medalla de plata  | C1 (DC)     |
| 2023 | Vejen (Dinamarca)        | Medalla de bronce | C2          |
| 2024 | Metković (Croacia)       | Medalla de oro    | C2          |
| Campeonato Europeo |                          |                   |             |
| Año | Lugar                    | Medalla           | Competición |
| 2014 | Piešťany (Eslovaquia)    | Medalla de bronce | C2          |
| 2018 | Metković (Croacia)       | Medalla de plata  | C2          |
| 2019 | Decize (Francia)         | Medalla de oro    | C2          |
| 2021 | Moscú (Rusia)            | Medalla de bronce | C2          |
| 2022 | Silkeborg (Dinamarca)    | Medalla de plata  | C2          |
| 2023 | Slavonski Brod (Croacia) | Medalla de oro    | C2          |
| 2023 | Slavonski Brod (Croacia) | Medalla de plata  | C1 (DC)     |
| 2024 | Poznań (Polonia)         | Medalla de oro    | C2          |
| 2025 | Ponte de Lima (Portugal) | Medalla de plata  | C1 (DC)     |